# SUZUNARI
「SUZUNARI」（スズナリ）は、稲垣吾郎の楽曲。2018年12月21日にワーナーミュージック・ジャパンから配信開始された。

## 解説
Amazonプライム・ビデオ配信ドラマ『東京BTH〜TOKYO BLOOD TYPE HOUSE〜』の主題歌として作成され、同ドラマで主演を務める稲垣吾郎がソロで歌唱する。稲垣のソロシングルは、SMAP在籍時に&G名義で発売した「Wonderful Life」以来約14年9ヶ月ぶり。
作詞・作曲は、indigo la Endやゲスの極み乙女。などのメンバーである川谷絵音。稲垣への楽曲提供は、SMAPとしての「愛が止まるまでは」（2015年）以来となる。稲垣自身をイメージして作られた聴く人に語りかけるかのようなバラード曲に仕上がっている。稲垣は背伸びせず自分の言葉のように自然に歌唱できたと言い、「どうして僕のことをこんなにわかってくれているの？」と川谷を称賛している。
配信開始日に、新しい地図のYouTubeチャンネルにてミュージック・ビデオが公開された。カラー映像とモノクロ映像を織り交ぜて切ない回想シーンを演出しており、ビデオ内では稲垣が「大人の恋」を回想する主人公を演ずる。
Billboard JAPANのダウンロード、Twitter、週間動画再生数のみを集計した「HOT BUZZ SONG」では、2018年12月31日付でダウンロード6位、Twitter14位で10位となりトップ10入りを果たした。

## 収録曲
1. SUZUNARI [4:12]
  - 作詞・作曲：川谷絵音
  - Amazon prime Videoドラマ『東京BTH〜TOKYO BLOOD TYPE HOUSE〜』主題歌